# Koń mazurski
Koń mazurski – polska rasa koni, pochodząca od koni trakeńskich i wschodniopruskich. Nazwa używana w latach 1948–1962. Później, wraz z koniem poznańskim, utworzyła rasę konia wielkopolskiego.